# جکی جوینر-کرسی
جکی جوینر-کرسی (به انگلیسی: Jackie Joyner-Kersee) ورزشکار زن رشتهٔ دو و میدانی اهل ایالات متحده آمریکا است. وی در بین سال‌های ‎۱۹۸۴ تا ۱۹۹۶ میلادی در مسابقات بازی‌های المپیک تابستانی در مجموع ۶ مدال، شامل ۳ مدال طلا و ۱ نقره و ۲ برنز را در رشته‌های هفتگانه و پرش طول کسب کرد.
وی رکورد هفتگانه دنیا را با ۷۲۹۱ امتیاز (المپیک ۱۹۸۸ سئول) در اختیار دارد.